# Лилит
Лили́т (ивр. לִילִית‎) — демоница в еврейской мифологии. В каббалистической теории — первая жена Адама.
Демоница Лилит упоминается в Талмуде. Как первая жена Адама, она описывается в Алфавите Бен-Сира (700—1000 годы н. э.) и каббалистической Книге Зогар. Согласно преданию, расставшись с Адамом, Лилит стала злой демоницей, «убивающей младенцев».
В тексте Танаха слово לִילִית‎ — «Лилит» появляется в Книге Исаии, но традиционно переводится как «ночное привидение» (Ис. 34:13, 14).
В мифологии Древней Месопотамии подобное имя носят ночные демоницы, которые убивают детей и издеваются над спящими мужчинами. Возможно, с Лилит отождествляется одна из персонажей Эпоса о Гильгамеше.
Демоницы-соблазнительницы и демоницы, вредящие роженицам и новорождённым, с чертами, позволяющими отождествить их с Лилит, упоминаются в Свитках Мёртвого моря, в некоторых ранних апокрифах христианства, и в арабских мифах.

## Этимология
Еврейская народная этимология связывает имя Лилит со словом ивр. לַיְלָה‎ (ла́йла) — «ночь».
В семитских языках, в частности в иврите, слово «лейлит/Лилит» является прилагательным женского рода со значением «ночная».
Имя Лилит, как и её образ, считается заимствованным из вавилонской (возможно, и шумерской) мифологии. В шумерском языке лиль обозначает «воздух», «ветер»; «дух», «призрак».
Шумеролог В. В. Емельянов предполагает, что в имени демонов-лилиту заключена игра слов из разных языков, смешивающая шумерское лиль («дух») и аккадское лилу («ночь»), и приводящая к смеси представлений о демонах этого рода, как о исключительно ночных привидениях.
Кроме этого, в иврите (а возможно, и в других семитских языках) словом «лилит» обозначается птица неясыть, разновидность сов. Возможно, именно поэтому Лилит иногда изображается вместе с совой.
Помимо обозначения конкретного персонажа, «Лилит» в еврейской демонологии служит именем нарицательным для демона женского рода.

## Лилит в месопотамской традиции

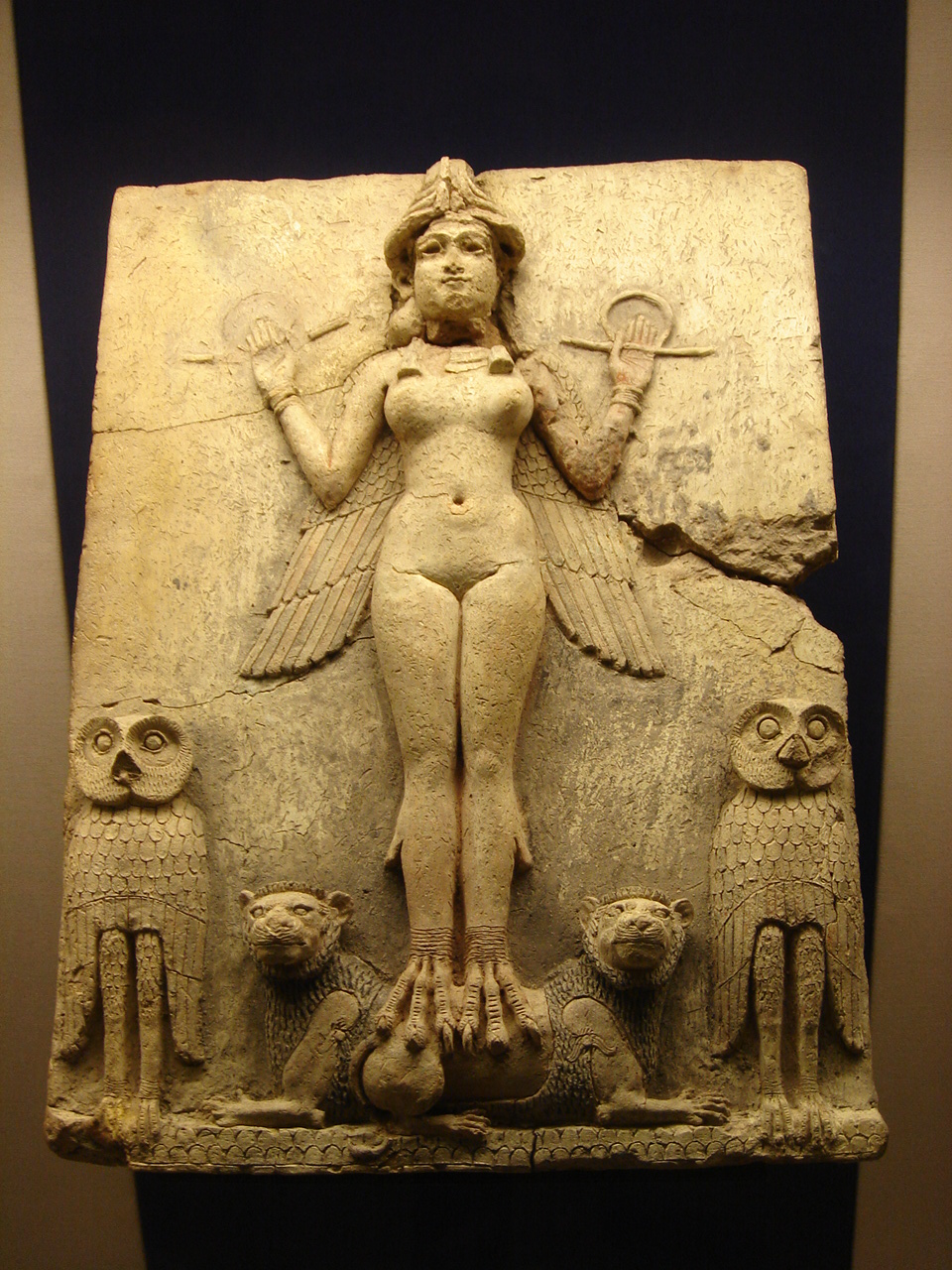
Рельеф Берни («Царица ночи») согласно одной из версий — изображение Лилит; начало II тыс. до н. э. Британский музей

С. Н. Крамер в 1930-е годы впервые отождествил демоницу Ki-sikil-lil-la-ke, фигурирующую в прологе шумерской версии эпоса о Гильгамеше, с Лилит. Согласно этому древнему тексту, демоница поселилась в кроне дерева, посаженного богиней Инанной в своём саду, и отказывалась покинуть его, пока Гильгамеш её не изгнал. Интерпретация всего этого эпизода Крамером вызвала сомнения других специалистов.
В вавилонской и ассирийской мифологии фигурирует бес мужского пола — лилу, и бесы женского пола лилиту и урдут лилита.
Сохранившиеся заговоры против этих духов почти не разделяют эту демоническую тройку. Они описываются как импотентные и бесплодные. Тем не менее, лилиту и урдут лилита соблазняют мужчин; кроме того, они вредят роженицам и новорожденным. Об урдут лилита говорится: 

«Женщина из дома бури ополчается против женщины в доме; ардат лили, которая находится в доме, устремляется против мужчины; ардат лили, к которой никто из мужчин не приближается как к женщине; ардат лили, которая в объятиях мужа не обнажает своих прелестей; ардат лили, которая в объятиях своего мужа не снимает своих одеяний; ардат лили, девственность которой не нарушил никакой любовник (?); ардат лили, в груди у которой нет молока…».
 Возможно, эти бесы перешли к вавилонянам и ассирийцам из шумерской мифологии (большинство имен демонов в ассирийской магии имеет шумерское происхождение). Шарль Фоссе видит в еврейской Лилит несомненное продолжение образа ассирийских демониц, при этом он отмечает, что Лилит — единственный ассирийский демон, представления о котором встречаются у других семитских народов.
В. В. Емельянов в предисловии к «Ассирийской магии» Шарля Фоссе пишет об этих духах
:

Скорее всего, их можно сопоставить со славянскими заложными покойниками — то есть с людьми, умершими неестественной смертью и раньше срока. Во всяком случае, они всегда отличаются от гадим — обычных духов умерших предков (хотя и для последних характерны необычные случаи смерти). Вполне возможно, что люди, превратившиеся в духов лилу, при жизни были безбрачны и не оставили потомства. Так можно объяснить склонность мужчин-лилу вступать в связь с земными женщинами (причём от этих связей у них рождаются либо уроды, либо такие же демоны).

В аккадском языке 𒀭𒇸 (dLIL /Lil(lu)/) — демон или божество, от которого произошли слова 𒆠𒂖𒆤𒇲 (KI.SIKIL.LIL₂.LA₂ /Ardat lilî/) — «суккуб» и 𒇽𒆤𒇲 (lúLIL₂.LA₂ /Lilû/), 𒊩𒆤𒇲 (⁻LIL₂.LA₂ /Lilītu/) — богиня, охотящаяся за беременными женщинами и детьми.

## В тексте Библии и в переводах
В тексте Библии слово др.-евр. לִילִית‬ встречается лишь один раз, когда в книге Исаии говорится о запустении Идумеи после Божьего суда:

И зарастут дворцы её колючими растениями, крапивою и репейником — твердыни её; и будет она жилищем шакалов, пристанищем страусов. И звери пустыни будут встречаться с дикими кошками, и лешие будут перекликаться один с другим; там будет отдыхать ночное привидение (lilith) и находить себе покой.
— Ис. 34:13-14 (Синодальный перевод)
Большинством исследователей и комментаторов это место толкуется как название беса, другими же — как название ночной птицы. Джудит Блэр в своей докторской диссертации (2009) показывает, что в оригинальном библейском тексте подразумевалась птица.
В кумранском «Свитке Исайи» (1Qlsa) это же слово появляется во множественном числе.
Архимандрит Иов (Гумеров) считает, что из текста Исайи ясно, что речь идет о животном, а не о духе, который в отдыхе не нуждается, и под «ночным привидением», переводчики имели в виду животное, обитающее ночью и наводящее на человека страх.
При создании Септуагинты, перевода Ветхого Завета на древнегреческий язык в III—I веках до н. э, учёные-раввины в греческом тексте слово Lilith не оставили (имя собственное должно было сохраниться без изменений), а перевели его как Ὀνοκένταυρος (получеловек-полуосёл). В славянской Библии оно дано уже без перевода: «ту почиют онокентаври, обретшее себе покоища». При создании Вульгаты в IV—V веках н. э, было использовано слово лат. Lamia, Ламия — род чудовища женского пола. Многие последующие переводы на другие языки (в частности, английский) использовали это же слово.
В английском тексте Женевской Библии 1560 года и Библии короля Якова 1611 года говорится (в женском роде) о «screech owl» (сипуха): «the screech owl also shall rest there, and find for herself a place of rest», что восходит к поздним латинским переводам Библии. В более поздних переводах на английский фигурирует «ночная сова», «ночное чудовище» и Лилит.

## Лилит в еврейской традиции
В Талмуде Лилит описывается как демон с женским лицом, длинными волосами и крыльями, которая может овладеть одиноко спящим мужчиной, действуя на его воображение. Она называется матерью Ахримана (олицетворение зла в зороастризме); рассказывается, что она танцевала перед царём Соломоном, который имел власть над всеми духами. Лилит связывается легендой о том, как Адам после грехопадения на 130 лет расстался с Евой, произведя за это время от связи с духами демонов-лилин.
Согласно Алфавиту Бен-Сиры, первой женой Адама была Лилит. Она не пожелала подчиняться своему мужу, так как считала себя таким же творением Бога, как и Адам.
Произнеся тайное имя Бога Яхве, Лилит поднялась в воздух и улетела от Адама. Тогда Адам обратился к Яхве с жалобой на бежавшую жену. Яхве послал вдогонку трёх ангелов, известных под именами Сеной, Сансеной и Самангелоф (Snvi, Snsvi, и Smnglof).
Три ангела настигли Лилит у Красного моря, и она наотрез отказалась возвратиться к мужу.
После угрозы убить её, Лилит поклялась, что она была послана Богом и что, хотя её «функцией» является убийство младенцев, она пощадит любого ребёнка, защищённого амулетом или пластинкой с её именем (вариант — именами ангелов). Ангелы наказали её. Есть три версии этого наказания в литературе: сотня её младенцев будет умирать каждую ночь; она обречена рожать детей — демонов; или Бог сделает её бесплодной.
В иудейском быту волосатая и крылатая Лилит особенно известна как вредительница деторождения. Считалось, что она не только наводит порчу на младенцев, но и похищает их, пьёт кровь новорождённых, высасывает мозг из костей и подменяет их. Ей также приписывалась порча рожениц и бесплодие женщин.
Именно легенды, говорящие о Лилит как об убийце новорождённых, объясняют традицию вешать амулет с именами ангелов возле колыбельки еврейского ребёнка. Амулеты и заговоры для роженицы против Лилит должны содержать не только имена трёх ангелов, пытавшихся возвратить её, но и некоторые имена самой Лилит: Батна (чрево), Одем (краснота) или Аморфо (не имеющая формы). Также с этим преданием связана традиция повязывания красной нитки на руку (обычно младенцу) — считается, что Лилит боится красного цвета. Особенно опасна ночь перед обрезанием младенца — чтобы уберечь ребёнка от Лилит, его отец должен всю ночь напролёт читать отрывки из «Зоар» и других книг Каббалы.
Некоторые мидраши и каббалистические источники говорят о двух Лилит:
- Старшая Лилит («Бабушка Лилит») — царица и мать демонов, жена Самаэля (часто отождествляемого с Сатаной[12][13]).
- Младшая Лилит — супруга Асмодея.

При этом речь идет о двух образах одной дьяволицы.

### Лилит в каббалистической традиции
В каббале Лилит — дьяволица, являющаяся во сне неженатым молодым мужчинам и соблазняющая их.
Согласно каббалистической книге Зоар, Лилит стала женой Самаэля и матерью демонов. По мнению Гершома Шолема, представление о Лилит как первой жене Адама было заимствовано автором книги из «Алфавита бен Сиры».
Согласно Трактату о левой эманации, от связи Лилит и Самаэля родился слепой Дракон. Дракон кастрирован, «чтобы яйца гадюки (ехидны) не вылупились в мир». Те, кто вылупляется из таких яиц, называются Лилин. Они покрыты волосами целиком, за исключением только головы.
В Средние века легенда несколько изменилась: Лилит стала уже не змеёй, а духом ночи. Иногда она предстаёт в виде ангела, ведающего рождением людей, иногда — демоном, досаждающим спящим в одиночку или одиноко бредущим по дороге. В народном воображении она предстаёт в виде высокой молчаливой женщины с длинными чёрными распущенными волосами.

## В других традициях
О Лилит упоминается в сирийских магических формулах, которые были опубликованы Голлендом, и в заклинаниях на магических чашах из Британского Музея и Лувра. В надписи-заклинании VIII—VII веков до н. э. из Арслан-Таша (Северная Сирия), написанной на хааненейском или иврите, возможно, содержится имя Лилит: «Летающей в тёмных покоях — уйди быстрее, Лл[т?]».
Лилит — демоница, губительная для новорождённых и рожениц, встречается также в христианской литературе византийской и более поздней эпохи.
В арабской демонологии такая демоница известна под именами Карина или Таби‘а.

## Лилит в современномсатанизме
Лилит в современной демонологии — уже не только богиня, пожирающая детей. Являясь подругой Сатаны (или Самаэля), она соответствует в той или иной степени всем дьяволицам, всем Чёрным Богиням. В этом случае она отождествляется с Кали, Умой, Гекатой, Хель и Эрешкигаль, хотя некоторые традиции четко разделяют Тёмных Богинь. Зачастую также речь идёт о старшей и младшей Лилит, например, в «Люциферианском Ведьмовстве» Майкла Форда (Luciferian Witchcraft, Michael Ford).
В этом смысле в имени Лилит скрыто значение — Тёмная Мать, Чёрная женственность. В любом случае, сохраняется и изначальное значение — Чёрная Богиня, губительница зародышей Света.
Исключением является лавеевская традиция. В ней Лилит почти не упоминается. В остальных случаях её упоминают среди высших дьяволов:
- Мать Жизни и Смерти, согласно материалам Храма Лилит (Templium Lilithi)[18]:

….Из бездонных глубин предначального Мрака восстала в явь Ты, о Мать Жизни и Смерти, Мать всех колдовских чар, Дьявольских Искусств и сокровенного мастерства порождений древнейшей Ночи, Дарительница губительной тайны огненного бытия.
Ты породила малых и великих Нечистого Племени и увлекла их за собой на штурм небесного града….
- Мать Демонов согласно Книге Десяти Воззваний (Codex Decium)[19] Валентина Скавра:

О, Мать Лилит, Мать Демонов,

К Тебе взываю, Тебя приглашаю…

Царица Тьмы и нечистых чар,

Лица Твои — Ночь и Ужас,

Сердце Твоё — средоточие Зла. Книга Десяти Воззваний (Codex Decium) 
- Одна из 11 высших дьяволов и супруга Сатаны в современном гримуаре «Либер Азерат» (Liber Azerate)[16], изданной Храмом Чёрного Света (TOTBL):

От Адрамелека, властителя всей красоты, ослепляющей слабых, яд ярящегося хаоса потёк дальше и создал десятую антикосмическую богиню, Лилит, и восьмое остриё Разомкнутой Пентаграммы.

От Лилит, царицы тёмных измерений и княгини ярящегося хаоса, холодное семя дракона смерти потекло дальше и создало одиннадцатую антикосмическую демоницу, принцессу Нааму, и десятое остриё Разомкнутой Пентаграммы.
- Мать Каина и супруга Сатаны в книге Майкла Форда «Люциферианское Ведьмовство» (Luciferian Witchcraft, Michael Ford)[17]

Методология совершения этого великого греха такова — зороастрийские и еврейские жрецы писали, что Ариман-Самаэль не имеет способности к предвидению, так что лишь через соединение с Лилит, Невестой, которая также является огнём и Тьмой, как и её близнец, может стать целостным Противником и обрести способность предвидеть, а также управлять их страстями. Этот сама суть процессов Магии, пути Yezer Ha-Ra, воплощение страстей Мага. (M.Ford, Liber HVHI.)

- Одна из девяти высших дьяволов в «Полной Книге по Демонолатрии» (The Complete Book of Demonolatry)[20].

Лилит. В еврейском мифе первая жена Адама. Позднее жена Сатаны. Согласно многим Демонологам, Лилит управляет суккубами. О Лилит говорят, что она стремится уничтожать новорождённых младенцев. По этим причинам евреи ввели практику написания формул на дверях, предназначенных, чтобы вынудить Лилит уйти.
Лилит — княгиня (принцесса) Ада.

- Мать племени демонов в Inferion[что?][21].

Я — матерь племени Демонов.

Как ночь, я являю атрибуты своей власти.

Моё немилосердное присутствие

Обескровливает Вселенную.

Перечисленные труды относятся к различным традициям, имеющим разный взгляд на предмет.

## Использование имени
Имя Лилит (арм. Լիլիթ) является популярным женским именем у армян. В отличие от сложившегося в мировой истории и культуре стереотипа, в Армении это имя считается дающим его обладательнице такие свойства и черты характера, как женственность, хозяйственность, плодовитость.

## В культуре
В Европе эпохи Возрождения интерес к Каббале привёл к вхождению сюжета о Лилит как первой жене Адама в европейскую литературу; при этом она стала описываться как прекрасная женщина (в отличие от Лилит в еврейской традиции, где прекрасный образ — только личина). В становлении привлекательного, романтического образа Лилит значительную роль сыграла живопись художников-прерафаэлитов, в частности — картина английского художника Данте Габриэля Россетти «Леди Лилит» (1866). Образ магически соблазнительной Лилит фигурирует в литературе XIX и XX века (например, роман шотландского писателя Джорджа Макдональда «Лилит», рассказ Анатоля Франса «Дочь Лилит»); противопоставление будничной Евы и влекущей Лилит — мотив, появляющийся во многих произведениях (стихотворение Марины Цветаевой «Попытка ревности», поэма в прозе Аветика Исаакяна «Лилит», повесть (1966) Лидии Обуховой «Лилит»).
Образ соблазнительного демона Лилит фигурирует в множестве фильмов и видеоигр. Её именем назван новый вид муравьёв Carebara lilith.